# U-639
Unterseeboot 639 foi um submarino alemão do Tipo VIIC, pertencente a Kriegsmarine que atuou durante a Segunda Guerra Mundial.

## Comandantes
| Comandante            | Data                                          |
| --------------------- | --------------------------------------------- |
| Oblt. Walter Wichmann | 10 de setembro de 1942 - 28 de agosto de 1943 |

## Subordinação
Durante o seu tempo de serviço, esteve subordinado às seguintes flotilhas:
| Período                                      | Flotilha                                   |
| -------------------------------------------- | ------------------------------------------ |
| 10 de setembro de 1942 - 31 de março de 1943 | 5. Unterseebootsflottille (treinamento)    |
| 1 de abril de 1943 - 31 de maio de 1943      | 11. Unterseebootsflottille (serviço ativo) |
| 1 de junho de 1943 - 28 de agosto de 1943    | 13. Unterseebootsflottille (serviço ativo) |

## Operações conjuntas de ataque
O U-639 participou das seguinte operações de ataque combinado durante a sua carreira:
- Rudeltaktik Eisbär (27 de março de 1943 - 15 de abril de 1943)